# Stivali delle sette leghe

Pollicino ruba gli stivali delle sette leghe all'orco, di Gustave Doré

Gli stivali delle sette leghe sono stivali magici, in grado di far compiere a chi li possiede sette leghe con un solo passo. Hanno anche la capacità di adattarsi al piede di chi prova a calzarli.

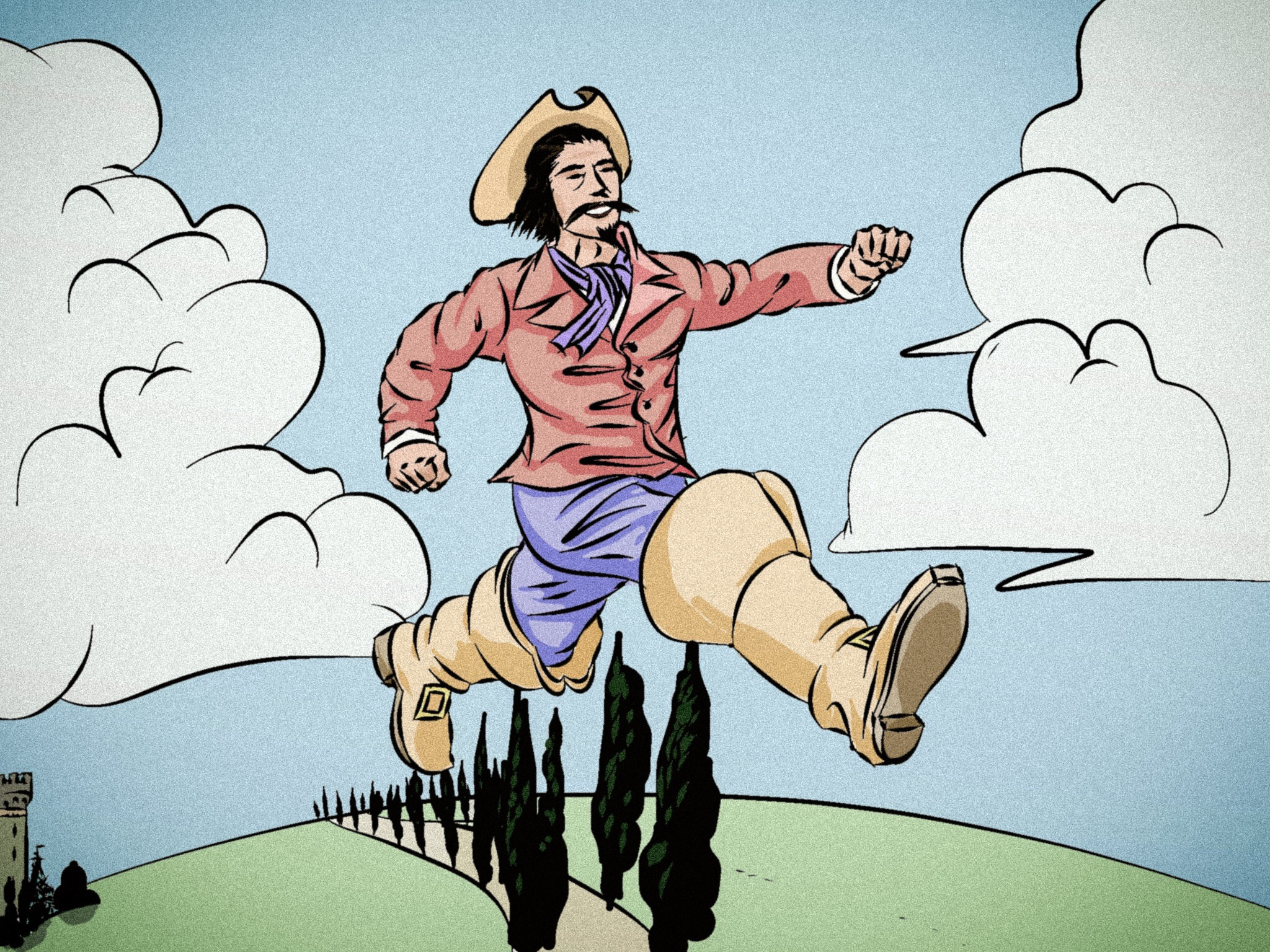
Gli stivali delle sette leghe in azione

Vengono nominati in varie fiabe, tra le quali vi sono due racconti di Charles Perrault, La bella addormentata nel bosco (dove sono utilizzati da un nano) e Pollicino (dove sono ai piedi del famoso orco, "Ucci ucci sento odor di cristianucci", per essere poi utilizzati da Pollicino stesso). Gli stivali sono presenti nel romanzo fantastico di Adalbert von Chamisso Storia straordinaria di Peter Schlemihl, e vengono menzionati anche nella tragedia del "Faust" di Johann Wolfgang Goethe. Sono citati pure nel romanzo Lunedì inizia sabato dei fratelli Strugackij (1965), dove sarebbero conservati nel museo dell'Istituto di ricerca scientifica su magia e stregoneria, come dispositivo di tipo "gravitazionale".